# Quincy-le-Vicomte
 Quincy-le-Vicomte  là một xã thuộc tỉnh Côte-d’Or trong vùng Bourgogne-Franche-Comté miền đông nước Pháp.